# Aquiraz
Aquiraz é um município brasileiro no litoral do estado do Ceará, Região Nordeste do país. Pertence à Mesorregião Metropolitana, à Microrregião de Fortaleza e à Região Metropolitana de Fortaleza. Sua população estimada em 2022 foi de 80 243 habitantes.
Situada a 32 km de Fortaleza, a cidade de Aquiraz guarda em suas raízes as tradições indígenas e do colonizador europeu, não esquecendo os marcantes traços da cultura africana espalhados em todo município.
A então vila foi criada pela ordem régia de 13 de fevereiro de 1699, efetivamente instalada em 27 de junho de 1713. Tornou-se, portanto, sede administrativa da capitania do Ceará Grande até o ano de 1726, ou seja, foi capital do Ceará até o ano de 1726, quando a capital foi transferida para Fortaleza.

## Etimologia
O topônimo "Aquiraz" vem do tupi e significa "Água Logo Adiante". Sua denominação original era Aquiraz, em 1710, "São José de Ribamar do Aquiraz" e desde 1915, novamente Aquiraz. Já o livro Na cidadela das letras sugere que provém do termo tupi Akirá ("gordo"), nome de uma tribo indígena que habitou a região.

## História

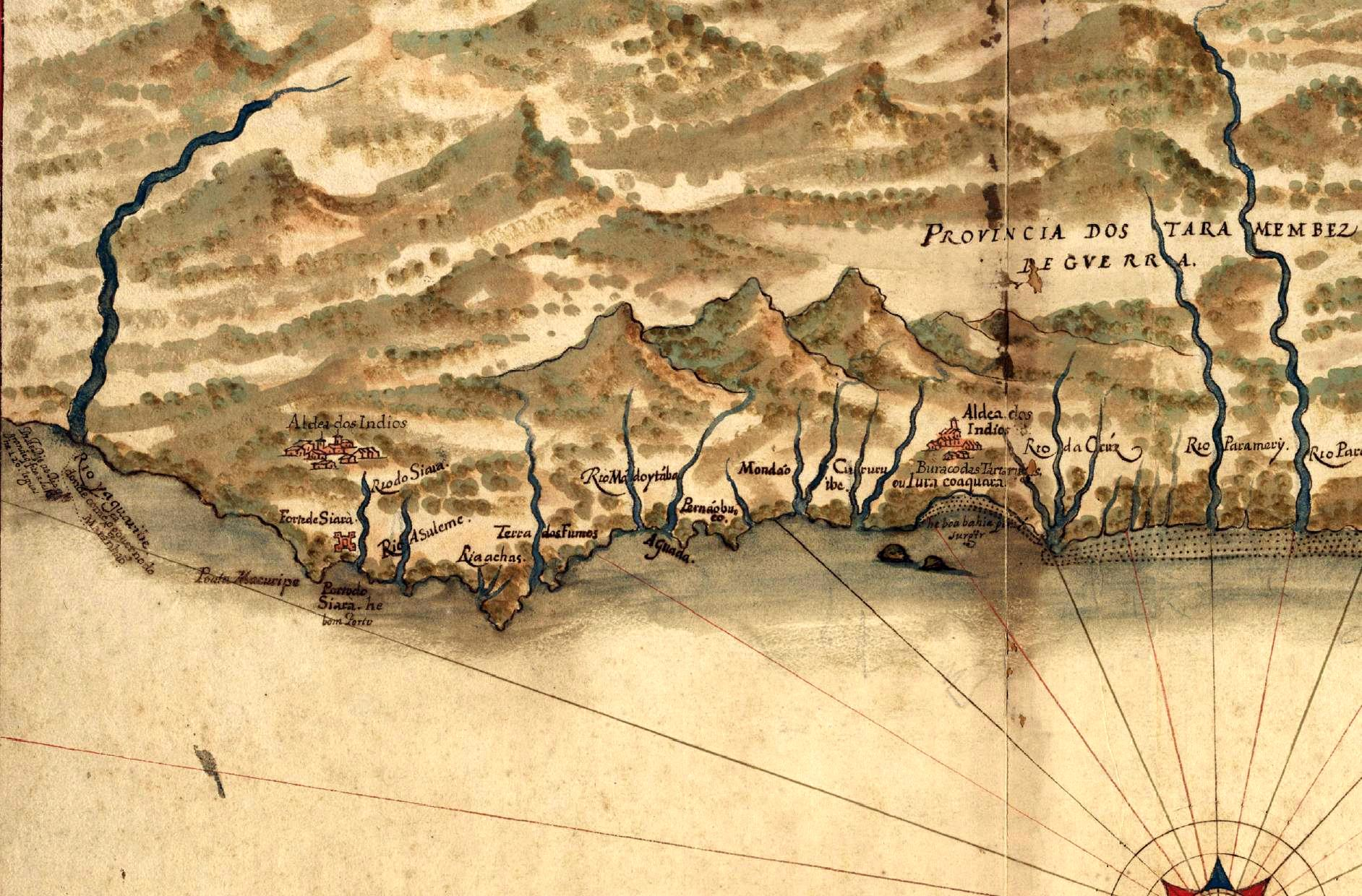
Ceará a partir do mapa de 1629 por Albernaz I.

A história de Aquiraz mistura os primeiros habitante destas terras, os índios potyguara e outras tribos pertencentes ao tronco tupi como os jenipapo-kanyndé, com os portugueses religiosos e militares que vieram habitar esta região visando à catequização dos índios e à proteção do território contra invasões de outros povos europeus. A localidade de Aquiraz conheceu a presença dos portugueses depois que estes resolveram explorar as terras ao norte da ponta do Iguape, na qual foi construído o Reduto Novo.
Aquiraz é conhecida como "a primeira capital do Ceará". Em seu perímetro central, situado em torno da bucólica praça Cônego Araripe, a qual tem traçado de missão jesuítica, encontram-se as principais edificações de interesse histórico arquitetônico do local. Entre elas, podemos citar a imponente Igreja Matriz de São José de Ribamar, construída no século XVIII. O templo apresenta ecletismo no estilo, predominando os traços barrocos e neoclássicos, frutos das várias modificações que passou ao longo dos anos. Destaca-se no nicho central do altar-mor a imagem do padroeiro São José de Ribamar, calçado de botas, relembrando o bandeirante audaz.
Outro monumento importante é a antiga Casa de Câmara e Cadeia iniciada no século XVIII e concluída no ano de 1877. Atualmente, o prédio sedia o Museu Sacro São José de Ribamar, fundado em 1967, sendo considerado o primeiro museu sacro do Ceará e o segundo do Norte-Nordeste. Seu acervo compõe-se de mais de 600 peças de caráter religioso datadas dos séculos XVII , XVIII e XIX, alusivas à fé do povo cearense. O antigo sobradão tem sua arquitetura original bastante conservada, pode-se observar as grades das antigas selas no pavimento inferior, e o assoalho reforçado com vigas de carnaúba na parte superior onde antes funcionava a câmara, o fórum e a prefeitura municipal. A peça mais importante do acervo é uma cruz processional de prata cinzelada datada do século XVIII, herança dos jesuítas que estiveram em Aquiraz.
O Mercado da Carne, hoje Mercado das Artes, século XIX, outrora centro comercial da cidade, impressiona o visitante pela particular técnica de construção, a qual prima pelo uso da carnaúba e do tijolo adobe. Sua parte central era o local de comercialização da carne, a harmonia geométrica da armação do telhado deixa transparecer o caráter arrojado do estilo. Os antigos pontos comerciais, situados na parte externa, foram durante décadas, o coração do comércio da cidade, fato que perdurou até o tombamento do prédio em 1988.
A Casa do Capitão-mor é um raro exemplar do casario setecentista do estado. Conhecida também como casa da Ouvidoria, nome do primeiro núcleo judiciário do Ceará, o singelo edifício é feito com paredes de pau-a-pique, reforçada com amarras de couro de boi, uma referência material ao ciclo econômico das charqueadas, o qual predominou na região durante o século XVIII. A riqueza de detalhes confere ao "antigo palácio" uma atmosfera nostálgica; relembrando um passado distante, marcado por histórias de botijas, fugas de escravos e pela bravura e sagacidade do respeitado e temido "Capitão-Mor".
Os jesuítas que permaneceram por 32 anos (1727-1759), fundaram no local, hoje chamado "sitio colégio", o famoso "Hospício dos Jesuítas". Hospício, no linguajar da época, significava "posto de hospedagem", era lá aonde os padres missionários vinham recuperar suas forças para depois prosseguirem com sua missão de catequizar os aborígenes nos mais longínquos confins da capitania.
A residência apostólica também abrigou o primeiro centro de ensino do estado e seu primeiro seminário, constituindo-se num dos únicos polos difusores da cultura daquele tempo. O que restou do extinto estabelecimento são apenas as ruínas da antiga capela de Nossa Senhora do Bom sucesso, construída em 1753. Há ainda quem acredite numa famosa "maldição". Segundo a lenda, quando os jesuítas foram expulsos, eles profetizaram que um dia o mar haveria de passar sete metros acima das torres da igreja matriz, espalhando o caos por toda a vila. Todos os bens da ordem foram confiscados, porém reza a tradição que parte dessas riquezas permanece escondida em algum recanto daquela velha habitação.
Os escombros das antigas Pontes Imperiais ainda podem ser contemplados nas margens do rio Pacoti. Conta-se que elas foram erguidas com material retirado das fundações do antigo "hospício", quando este foi demolido em 1854.
A riqueza da aristocracia portuguesa de outrora ainda permanece a vista nas ruas do centro de Aquiraz, onde suntuosos casarões remetem aos modelos arquitetônicos de Portugal e do sertão. Algumas influências Mouras prevalecem intactas nas fachadas dos prédios, refletindo assim a opulência daqueles idos, conferindo um estilo "sui generis" ao casario da cidade.

## Geografia

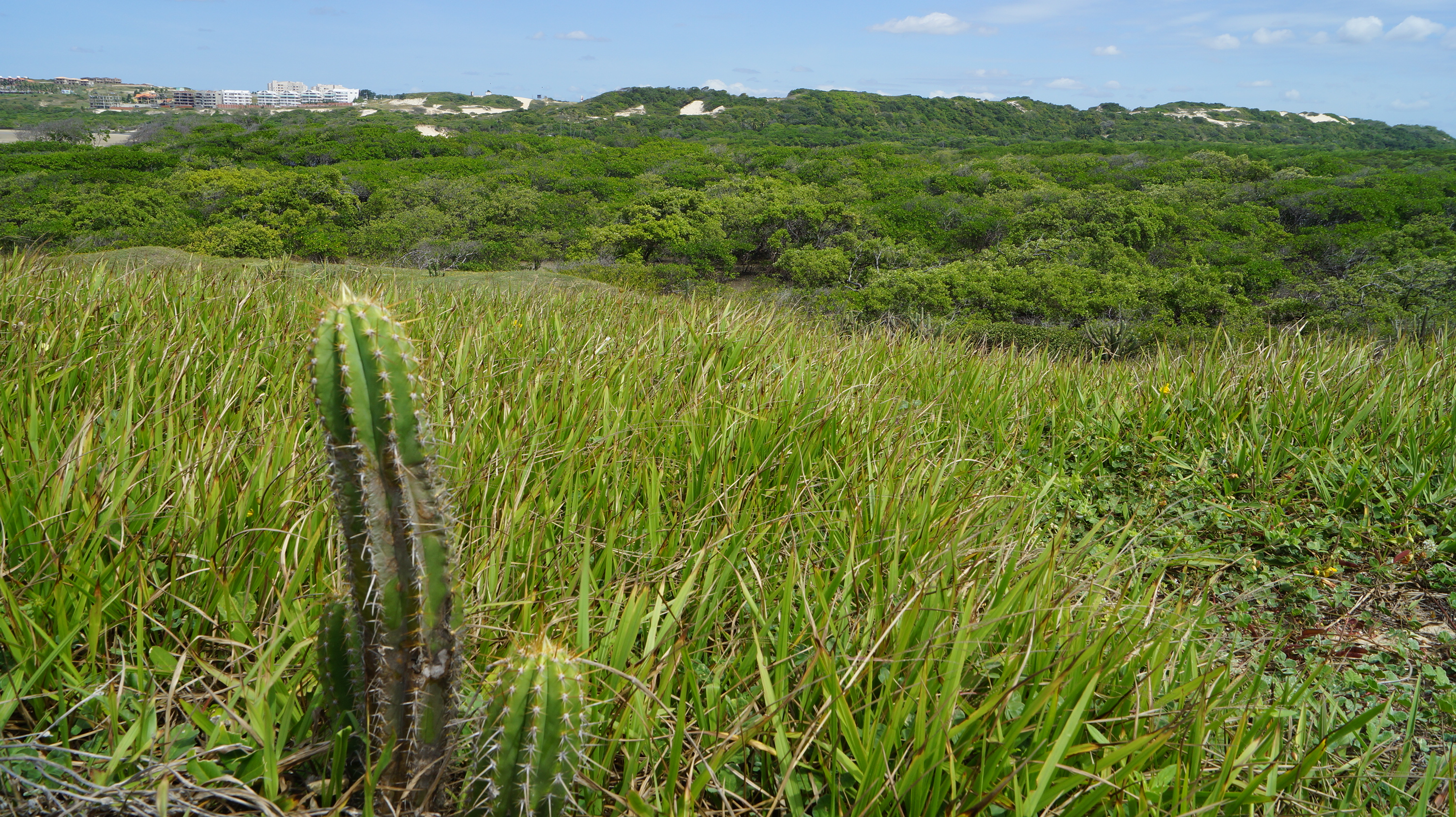
Vegetação típica da região costeira. Ao fundo é possível ver algumas edificações e dunas

### Clima
Tropical quente sub-úmido com pluviometria média de 1532 mm com chuvas de janeiro a junho.

### Hidrografia e recursos hídricos
As principais fontes de água são: Rio Pacoti, e Rio Catú e o Açude Catú.

### Relevo e solos
As principais elevações são: Barra do Pacoti, e as Praias do Batoque, Porto das Dunas, Prainha, e Iguape.

### Vegetação
Vegetação costeira, cerrado e manguezal.

## Divisão Municipal
A administração municipal localiza-se no distrito-sede, Aquiraz. Em setembro de 2013, segundo o IBGE, o município possue nove distritos, incluindo à sede: Camará, Caponga da Bernarda, Jacaúna, João de Castro, Justiniano de Serpa, Patacas, Assis Teixeira e Tapera. 
| Código do IBGE | Distrito                      | Data de criação         |
| -------------- | ----------------------------- | ----------------------- |
| 230100005      | Aquiraz (Sede)                | 13 de fevereiro de 1699 |
|                | Assis Teixeira (Aquiraz)      | 25 de novembro de 2008  |
| 230100007      | Camará (Aquiraz)              | 06 de julho de 1988     |
| 230100008      | Caponga da Bernarda           | 06 de julho de 1988     |
| 2301000015     | Jacaúna                       | 30 de dezembro de 1943  |
| 2301000017     | João de Castro (Aquiraz)      | 19 de abril de 1995     |
| 2301000020     | justiniano de Serpa (Aquiraz) | 22 de setembro de 1951  |
| 2301000025     | Patacas (Aquiraz)             | 06 de julho de 1988     |
| 2301000030     | Tapera (Aquiraz)              | 06 de julho de 1988     |

## Subdivisões

### Bairros Oficiais do Distritos Sede
- Piau
- Porto Das Dunas
- Prainha
- Picão (bairro) recebe esse nome devido uma planta típica da região

## Política

### Autoridades máximas

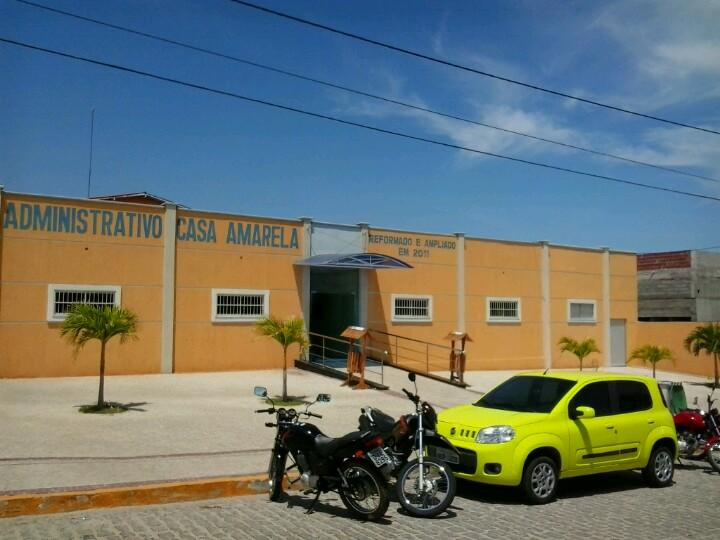
O centro administrativo de Aquiraz.

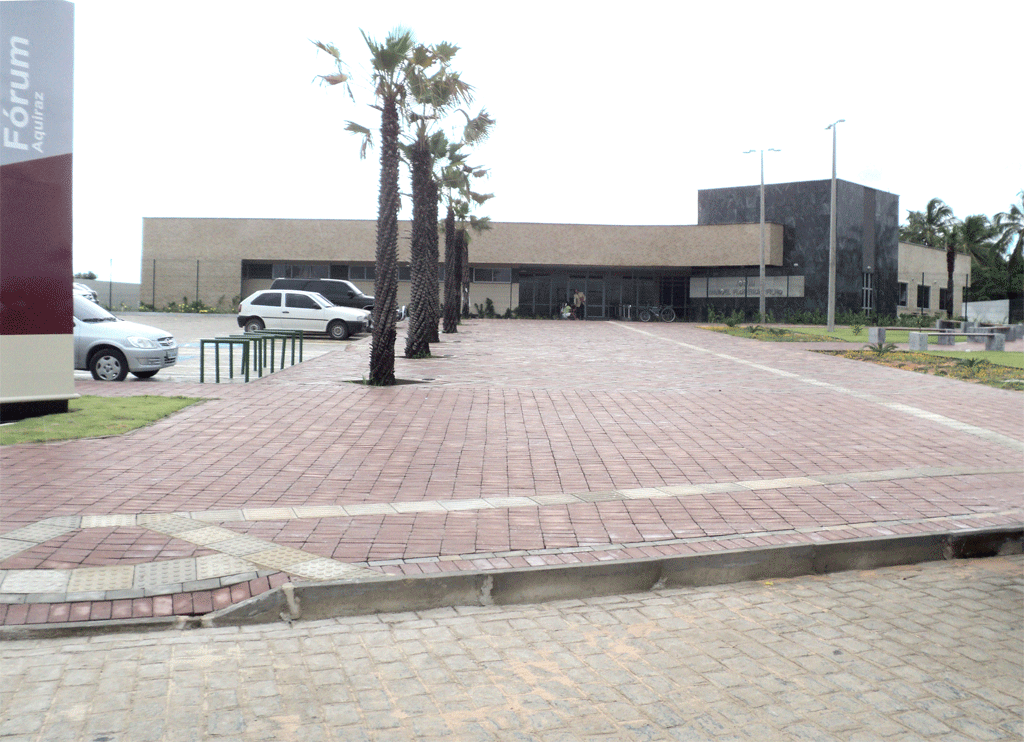
Fórum municipal da cidade.

- Bruno Barros Gonçalves (eleito em 2020)
- Partido: PL
- Vice: Antônio Agenor Cavalcante Mota
- Partido: PSD
- Edson Sá (Prefeito anterior, 20216 a 2020)
- Partido: MDB (anterior) - PDT (atual)
- Vice: Antônio Agenor Cavalcante Mota
- Partido: PMB (anterior)

### Órgãos municipais

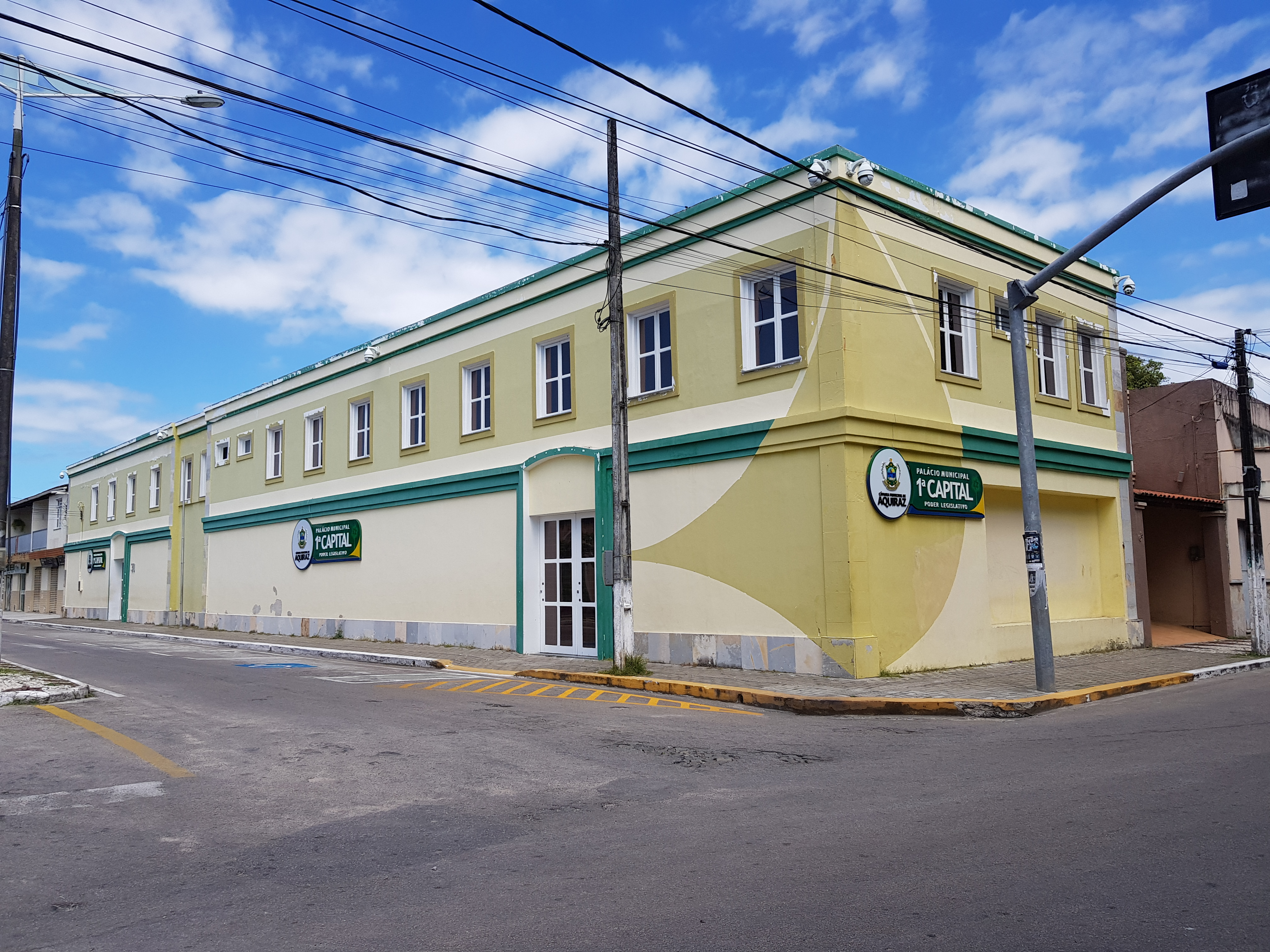
Câmara Municipal de Aquiraz

- Centro Administrativo Casa Amarela
- Fórum de Aquiraz

## Economia

### Turismo
Atualmente, Aquiraz possui o segundo maior parque hoteleiro do Ceará, segundo dados da Secretaria Estadual do Turismo. 
Os principais atrativos naturais são os seus 36 km de praias (Porto das Dunas, Prainha, Praia Bela, Praia do Japão, Praia de Marambaia, Presídio, Iguape, Barro Preto e Batoque). A sede do município é guardiã de um rico patrimônio histórico, colocando o município em lugar de destaque no cenário nacional. 
Sua ocupação inicial era de casas de veraneio, dada à proximidade de Fortaleza. Recentemente, Aquiraz tem recebido investimentos privados de pequeno, médio e grande porte, e o poder público tem investido em projetos de infra-estrutura e qualificação da mão-de-obra, com o objetivo de preparar o município para a demanda crescente de turistas. Vale destacar também o empenho da Secretaria de Turismo do município em organizar toda a cadeia produtiva que se beneficia do turismo, atraindo eventos importantes e sendo protagonista da principal regata de jangadas do Estado, agregando cultura e arte - o Navegarte. 
O turismo é uma importante fonte de renda, devido a cidade velha, sua arquitetura barroca portuguesa e o Museu Sacro São José de Ribamar.

### Produção Agrícola
A produção agrícola municipal é montada em bases tradicionais. Os produtos com maior destaque, em termos de área cultivada e representatividade estadual, são a castanha de caju, o coco da baía e a cana de açúcar. A partir de 1997, entrou na pauta agrícola do Município, o cultivo das frutas: manga e mamão. As culturas de subsistência - feijão, milho e mandioca também fazem parte da produção agrícola.

### Produção Pecuária, Avícola e Extrativa
No tocante à criação animal, o Município tem melhor representatividade no Estado com destaque no criatório bovino, suíno e eqüino, mantendo praticamente constante, esses plantéis, quando na maioria dos Municípios do Estado, houve declínio com as irregularidades climáticas. A produção avícola ocupa primazia dentro do setor agropecuário do Município, em termos de arrecadação do ICMS, é responsável pela absorção do maior número de empregados do setor e fonte de abastecimento alimentar local. A atividade extrativa do Município resume-se a produção da cera da carnaúba e a extração de lenha, usada como fonte de geração de energia.

### Indústria
O setor industrial de Aquiraz vem apresentando um razoável crescimento no tocante ao número de empresas. A quase totalidade dessas empresas enquadra-se na categoria indústria de transformação, além do ramo da construção civil e no ramo de extrativo mineral. Ao longo do período de 1990/97, a estrutura industrial do Município concentrava-se nos segmentos de minerais não metálicos, mobiliário, vestuário, produtos alimentares e bebidas. A partir de 1996, houve uma maior diversificação nas indústrias de transformação e a criação de empresas de utilidade pública. A partir de 1996, instalaram-se no Municípios duas novas indústrias, a White Stone do Brasil S/A e a indústria de Bebidas Antárctica do Ceará S/A. A White Stone tem como linha de produção a extração beneficiamento e comercialização de granito e outras pedras ornamentais, oriundas de jazidas próprias ou de terceiros. A indústria de Bebidas Antárctica (hoje Ambev) instalou-se em dezembro de 1997.
Tem 23 indústrias, entre as quais cabe destacar a Usibras, e a Granja Regina.
O Centro de Distribuição da JBS Foods foi instalado no município em novembro de 2015.

### Comércio
O setor terciário do Município de Aquiraz tem predominância do segmento do comércio. São fortes os vínculos mercantis com a cidade de Fortaleza, para onde escoa a produção agrícola e artigos industrializados, importando, desta, produtos manufaturados. As principais mercadorias nos fluxos comercias de Aquiraz são os produtos de gênero alimentícios, artigos de vestuário, material para construção em geral e veículos, peças e acessórios. 

### Serviços
O setor de serviços é responsável por um incremento de 2,43% na arrecadação do ICMS do Município no ano de 1998, tendo crescido à uma taxa média de 38,53% ao ano, entre 1997 e 1998. O maior faturamento de ICMS dentre essas empresas, se dá nas empresas de saneamento, limpeza urbana e construção. 

### Bancos
No Município está instalada uma Agência do Banco do Brasil, além de uma Loteria vinculada à Caixa Econômica Federal,uma agência do Bradesco e um Banco do Nordeste.

## Infraestrutura

### Transportes
O transporte para Aquiraz é feito pelos ônibus intermunicipais e vans credenciadas.
Há três meios de se chegar a Aquiraz, todos via rodovias.
- CE-025 Fortaleza - Porto das Dunas
- CE-040 Fortaleza - Aquiraz (Fora do centro da cidade)
- BR-116 Fortaleza - Aquiraz (Fora do centro da cidade)

## Cultura
Os principais eventos são:

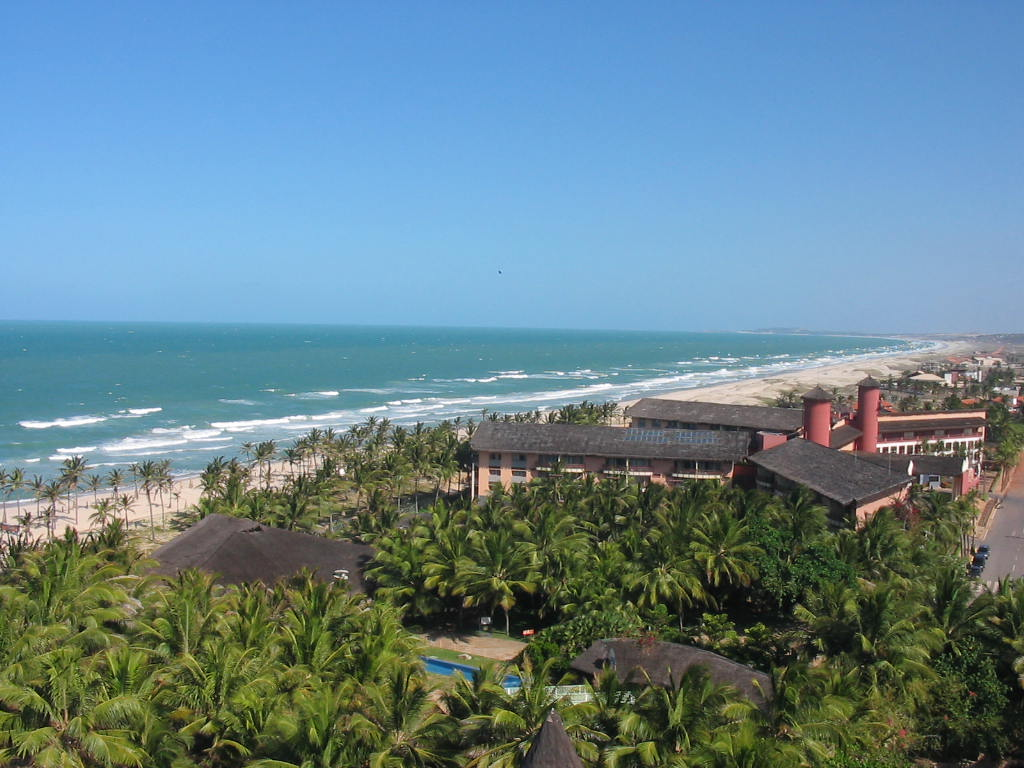
Vista de parte do complexo turístico do Beach Park, com a Praia de Porto das Dunas ao fundo.

- Festejos do Coo-padroeiro São Sebastião. Suas comemorações são realizadas no mês de janeiro, na praça matriz da cidade;
- São José de Ribamar, o padroeiro. Suas comemorações são realizadas no mês de Março, também na praça matriz da cidade;
- Festa de São Francisco de Assis Porto Das Dunas;
- Feira Metropolitana do Artesanato;
- Festa de Nossa Senhora dos Navegantes;
- Festival de Dança do Coco.